# 非洲世界遗产列表

包括沙哈拉以北非洲的各国世界遗产登陆数量地图，颜色意义为：
没有任何世界遗产
1-2处登录
3-4 处登录
5-6 处登录
7 处以上登录

非洲世界遗产列表目前包括37个国家的世界遗产，收录撒哈拉以南非洲的各国世界遗产，不包括非洲北部的阿拉伯世界。
在这个列表中，文代表文化遗产，自代表自然遗产，自文代表双重遗产。
国家的排列顺序参照联合国教科文组织官方的世界遗产列表 （页面存档备份，存于）中的排列顺序，基本是按照国家英文/法文名称的打头字母来排列的；某个国家的遗产项目则是按照项目被列入世界遗产名录的时间顺序来排列的（由于官方列表的排列顺序时有变化，所以与当前官方列表的排列顺序并不一定完全一致）。
说明：依照联合国教科文组织的划分 （页面存档备份，存于），世界遗产所在地区共分为五类：
- 非洲（Afrique/Africa）
- 亚洲和太平洋地区（Asie et pacifique/Asia and the Pacific）
- 阿拉伯国家（États arabes/Arab States）
- 欧洲和北美地区（Europe et Amérique du nord/Europe and North America）
- 拉丁美洲和加勒比地区（Amérique latine et Caraïbes/Latin America and the Caribbean）

本列表显示的是其中非洲类别下的世界遗产。

## 北非部分
阿拉伯国家世界遗产列表

## 安哥拉（1项）
1项文化遗产
- 姆班扎剛果歷史中心（文，2017年）

## （2项）
1项文化遗产
- 阿波美皇宫（文，1985年）

1项自然遗产
（与布基纳法索和尼日尔共有）
- W-阿尔利-彭贾里跨国联合公园（自，1996年，2017年，与布基纳法索和尼日尔共有）

1项文化遗产
- 措迪洛山（文，2001年）

1项自然遗产
- 奥卡万戈三角洲（自，2014年）

## 布吉納法索（4项）
3项文化遗产
- 洛罗派尼遗址（文，2009年）
- 布吉納法索古冶鐵遺址（文，2019年）
- 鐵貝萊王宮（文，2024年）

1项自然遗产
（与和尼日尔共有）
- W-阿尔利-彭贾里跨国联合公园（自，1996年，2017年，与和尼日尔共有）

## 喀麦隆（3项）
1项文化遗产
- 曼达拉山脉的迪吉比文化景观（英语：Diy-Gid-Biy）（文，2025年）

2项自然遗产
（其中1项与中非、剛果共和國共有）
- 德贾动物保护区（自，1987年）
- 桑加跨三国保护区（自，2012年，与中非、剛果共和國共有）

## （1项）
1项文化遗产
- 舊城：大里貝拉歷史中心（文，2009年）

## 中非（2项）
2项自然遗产
（其中1项与喀麦隆、剛果共和國共有）
- 马诺沃-贡达圣弗洛里斯国家公园（自，1988年）
- 桑加跨三国保护区（自，2012年，与喀麦隆、剛果共和國共有）

## （1项）
1项自然遗产
- 乌尼昂加湖泊群（自，2012年）

## （5项）
2项文化遗产
- 大巴萨姆的历史城镇（文，2012年）
- 象牙海岸北部的蘇丹式清真寺（文，2021年）

3项自然遗产
（其中1项与几内亚共有）
- 宁巴山严格自然保护区（自，1981年，1982年，与几内亚共有）
- 塔伊国家公园（自，1982年）
- 科莫埃国家公园（自，1983年）

## 刚果共和国（2项）
2项自然遗产
（其中1项与中非、喀麦隆共有）
- 桑加跨三国保护区（自，2012年，与中非、喀麦隆共有）
- 奧扎拉國家公園（自，2023年）

## 刚果民主共和国（5项）
5项自然遗产
- 维龙加国家公园（自，1979年）
- 加兰巴国家公园（自，1980年）
- 卡胡兹－别加国家公园（自，1980年）
- 萨隆加国家公园（自，1984年）
- 俄卡皮鹿野生动物保护地（自，1996年）

## 衣索比亞（12项）
10项文化遗产
- 拉利贝拉岩石教堂（文，1978年）
- 贡德尔地区的法西尔盖比城堡及古建筑（文，1979年）
- 阿克苏姆考古遗址（文，1980年）
- 阿瓦什低谷（文，1980年）
- 奥莫低谷（文，1980年）
- 蒂亞（文，1980年）
- 历史要塞城市哈勒尔（文，2006年）
- 孔索文化景观（文，2011年）
- 蓋德奧地區文化景观（文，2023年）
- 梅尔卡·昆图尔（英语：Melka Kunture）和巴尔奇特：埃塞俄比亚高原地区的考古和古生物遗址（文，2024年）

2项自然遗产
- 塞米恩国家公园（自，1978年）
- 巴萊山國家公園（自，2023年）

## （1项）
1项文化遗产
- 非洲的現代主義城市：阿斯馬拉（文，2017年）

## 加彭（2项）
1项自然遗产
- 伊温多国家公园（自，2021年）

1项双重遗产
- 洛佩──奥坎德生态系统与文化遗迹景观（自文，2007年）

## （2项）
2项文化遗产
（其中1项与塞內加爾共有）
- 詹姆斯岛及附近区域（文，2003年）
- 塞内冈比亚石圈（文，2006年，與塞內加爾共有）

2项文化遗产
- 沃尔特大阿克拉中西部地区的要塞和城堡（文，1979年）
- 阿散蒂传统建筑（文，1980年）

## 几内亚（1项）
1项自然遗产
（与科特迪瓦共有）
- 宁巴山严格自然保护区（自，1981年，1982年）

## （1项）
1项自然遗产
- 比热戈斯群岛的海岸和海洋生态系统——Omatí Minhô（自，2025年）

## （8项）
5项文化遗产
- 拉穆古镇（文，2001年）
- 米吉肯达卡亚圣林（文，2008年）
- 蒙巴萨的耶稣堡（文，2011年）
- 西穆里奇定居點考古遺址（文，2018年）
- 格迪历史城镇与考古遗址（文，2024年）

3项自然遗产
- 图尔卡纳湖国家公园（自，1997年，2001年）
- 肯尼亚山国家公园及自然森林（自，1997年）
- 肯尼亚东非大裂谷的湖泊系统（自，2011年）

## 賴索托（1项）
1项双重遗产
（与南非共有）
- 马罗提-德拉肯斯堡公园（自文，2000年，2013年，与南非共有）

## 马达加斯加（3项）
1项文化遗产
- 安布希曼加的的皇家蓝山行宫（文，2001年）

2项自然遗产
- 黥基·德·贝马拉哈自然保护区（自，1990年）
- 阿钦安阿纳雨林（自，2007年）

## 马拉维（3项）
2項文化遺產
- 琼戈尼岩石艺术区（文，2006年）
- 姆兰杰山文化景观（文，2025年）

1项自然遗产
- 马拉维湖国家公园（自，1984年）

## （4项）
3项文化遗产
- 杰内古城（文，1988年）
- 廷巴克图（文，1988年）
- 阿斯基亚陵（文，2004年）

1项双重遗产
- 邦贾加拉悬崖（多贡人地区）（自文，1989年）

## 模里西斯（2项）
2項文化遺產
- 阿普拉瓦西·加特地区（文，2006年）
- 莫纳山文化景观（文，2008年）

## 莫桑比克（2项）
1项文化遗产
- 莫桑比克岛（文，1991年）

1项自然遗产
（与南非共有）
伊西曼格利索湿地公园—马普托国家公园（自，2025年，与南非共有）

## 纳米比亚（2项）
1项文化遗产
- 推菲尔泉岩画（文，2007年）

1項自然遺產
- 沙海（自，2013年）

## 尼日尔（3项）
1項文化遺產
- 阿加德茲歷史城區（文，2013年）

2项自然遗产
（其中一项与和布基纳法索共有）
- 阿德尔和泰内雷自然保护区（自，1991年）
- W-阿尔利-彭贾里跨国联合公园 （自，1996年，2017年，与和布基纳法索共有）

## 奈及利亞（2项）
2项文化遗产
- 宿库卢文化景观（文，1999年）
- 奥孙－奥索博神树林（文，2005年）

## 卢旺达（1项）
1项自然遗产
- 尼温圭国家公园（自，2023年）

## 塞内加尔（7项）
5项文化遗产
（其中1项與冈比亚共有）
- 戈雷岛（文，1978年）
- 圣路易岛（文，2000年）
- 塞内冈比亚石圈（文，2006年，與冈比亚共有）
- 萨卢姆三角洲（文，2011年）
- 巴萨里乡村：巴萨里与贝迪克文化景观（文，2012年）

2项自然遗产
- 朱贾国家鸟类保护区（自，1981年）
- 尼奥科罗-科巴国家公园（自，1981年）

## （1项）
1项自然遗产
- 戈拉-蒂瓦伊（英语：Tiwai Island）生態群落（自，2025年）

## 塞舌尔（2项）
2项自然遗产
- 阿尔达布拉环礁（自，1982年）
- 马埃谷地自然保护区（自，1983年）

## 南非（12项）
7项文化遗产
- 斯泰克方丹、 斯瓦特科兰斯、 科罗姆德拉伊和维罗恩斯的化石遗址（文，1999年，2005年）
- 罗本岛（文，1999年）
- 马蓬古布韦文化景观（文，2003年）
- 理查德斯维德文化植物景观（文，2007年）
- 蔻瑪尼文化景觀（文，2017年）
- 现代人的出现：南非更新世人类遗址（文，2024年）
- 人权、解放与和解：纳尔逊·曼德拉纪念地（文，2024年）

4项自然遗产
（其中一项与莫桑比克共有）
- 伊西曼格利索湿地公园—马普托国家公园（英语：Maputo Special Reserve）（自，1999年，2025年，与莫桑比克共有）
- 弗洛勒尔角（自，2004年，2015年）
- 弗里德堡陨石坑（自，2005年）
- 巴伯顿玛空瓦山脉（自，2018年）

1项双重遗产
（与莱索托共有）
- 马罗提-德拉肯斯堡公园（自文，2000年，2013年，与莱索托共有）

## 坦桑尼亚（7项）
3项文化遗产。
- 基尔瓦基斯瓦尼遗址和松戈马拉遗址（英语：Songo Mnara）（文，1981年）
- 桑给巴尔石头城（文，2000年）
- 孔多阿岩画遗址（文，2006年）

3项自然遗产
- 塞伦盖蒂国家公园（自，1981年）
- 塞卢斯禁猎区（自，1982年）
- 乞力马扎罗国家公园（自，1987年）

1项双重遗产
- 恩戈罗恩戈罗保护区（自文，1978年，2010年）

## 多哥（1项）
1项文化遗产
- 古帕玛库景观（文，2004年）

## 乌干达（3项）
1项文化遗产
- 巴干达国王们的卡苏比陵（文，2001年）

2项自然遗产
- 布恩迪难以穿越的国家公园（自，1994年）
- 鲁文佐里山国家公园（自，1994年）

## 尚比亞（1项）
1项自然遗产
（与津巴布韦共有）。
- 莫西奥图尼亚瀑布（维多利亚瀑布）（自，1989年，与津巴布韦共有）

## 辛巴威（5项）
3项文化遗产
- 大津巴布韦国家纪念地（文，1986年）
- 卡米国家遗址纪念地（文，1986年）
- 马托博山（文，2003年）

2项自然遗产
（其中1项与赞比亚共有）
- 马纳波尔斯国家公园、萨比和切俄雷自然保护区（自，1984年）
- 莫西奥图尼亚瀑布（维多利亚瀑布）（自，1989年，与赞比亚共有）